# Bernard van der Wijck
Bernard Hendrik Kornelis Karel van der Wijck (Gorinchem, 30 maart 1836 - Utrecht, 13 maart 1925) was een Nederlands filosoof en logicus. 

## Levensloop
Van der Wijck studeerde filosofie aan de Rijksuniversiteit Utrecht onder Cornelis Willem Opzoomer. Hij begon zijn academische loopbaan als hoogleraar in de filosofie aan de Rijksuniversiteit Groningen, waar hij in 1890 werd opgevolgd door Gerard Heymans. Van der Wijck ging terug naar Utrecht, waar hij als opvolger van Opzoomer werd aangesteld als gewoon hoogleraar in de geschiedenis der wijsbegeerte, de logica, de metaphysica, de zielkunde. In 1906 ging hij met emeritaat. 
Van der Wijck ontving een doctoraat van de Rijksuniversiteit Utrecht in 1863, en een eredoctoraat van de Universiteit van Edinburgh in 1884. In 1869 werd hij benoemd tot lid van de Koninklijke Nederlandse Akademie van Wetenschappen.

## Nederlands-Vlaamse relaties
In 1917 werd een Dietsche Bond opgericht, die in Nederland actie voerde voor de Heel-Nederlandse gedachte en voor de heroprichting van het Verenigd Koninkrijk der Nederlanden. Van der Wijck was voorzitter van 1917 tot 1921.

## Personalia
Van der Wijck was een telg uit het geslacht Van der Wyck en een zoon van officier Frederik H.G.J. van der Wyck (1795-1870) en Henriette van Hemert (1812-1876). Zijn  vader werd in 1869 verheven in de Nederlandse adel waardoor ook hij het predicaat jonkheer verkreeg. Hij trouwde op 3 december 1863 in Groningen met Maria Wibina Muurling (1842-1921); uit dit huwelijk werden geen kinderen geboren. Prof. jhr. dr. B.H.K.K. van der Wijck overleed in 1925 op bijna 89-jarige leeftijd.

## Publicaties
- Over het ontstaan en de beteekenis van wetenschap en wijsbegeerte, Groningen, 1864.
- Mr. Johannes Kinker, Groningen, 1864.
- Voltaire, Amsterdam, 1868.
- Onderscheid tusschen goed en kwaad, Amsterdam, 1868.
- Het lager onderwijs en Dr. A. Pierson, JB Wolters, 1869.
- De opvoeding der vrouw, Wolters, 1870.
- De wijsbegeerte der ervaring, Groningen, 1871.
- JJ Rousseau, 1874.
- Gestalten en Gedachten. Verspreide opstellen., Haarlem, 1911.

### Redes
- De oorsprong en de grenzen der kennis, inaugurele rede Groningen 5 juli 1863
- Nog eens: oorsprong en grenzen der kennis, inaugurele rede Utrecht 6 oktober 1890
- Afscheidscollege, afscheidsrede 22 juni 1906